# Donald Shaw
Pour les articles homonymes, voir Shaw.
Donald Shaw (en gaélique écossais Dòmhnall Seathach), né en 1967, est un musicien écossais, compositeur, producteur, et l'un des membres fondateurs du groupe Capercaillie. Sa sœur, Eilidh Shaw, est violoniste.

## Biographie
Élevé à Taynuilt en Argyll and Bute, une partie du monde imprégné de chanson gaélique et la musique traditionnelle, Donald Shaw a été impliqué dans tous les styles de musique à un âge précoce. Il a au départ appris l'accordéon par son père et remporté à 16 ans le championnat d'accordéon sur toute la Grande-Bretagne en effectuant Paganiniana, l'adaptation de Hans Brehme du thème et variations de Niccolò Paganini. Un an plus tard, tout en restant à l'école secondaire d'Oban, il retourne à son amour pour la musique de ses racines et cofonde Capercaillie, avec qui il continue d'écrire, produire et réaliser.
Tout au long de sa vie musicale Donald a été impliqué dans la composition pour le cinéma et la télévision. Plus récemment, il a composé la musique pour le film Bafta dirigé par Don Coutts. Le film a remporté de nombreux prix dont celui du meilleur film au festival du film de Milan. Il a également composé la bande-originale du long-métrage One Last Chance de Stewart Svaasand, pour laquelle il a enregistré avec le musicien de Louisiane Dirk Powell (O Brother, Where Art Thou?) pour créer une partition influencée par la musique folk américaine du début.
En 2002, il a été récompensé par deux Royal Television Society awards pour la meilleure bande sonore et du meilleur thème de la télévision du Royaume-Uni. Sa vaste composition de 70 minutes pour l'adaptation du long-métrage (sorti en 2000) a également été nommé aux BAFTA pour la meilleure bande originale.
En plus de la musique de film, il a produit et enregistré plus de 50 albums pour des artistes dans tous les domaines de la musique et a collaboré avec des artistes de haut niveau aussi divers que Nanci Griffith, Peter Gabriel, Ornette Coleman, Dulce Pontes, Dan ar Braz, Bonnie Raitt et James Grant. Il a été directeur musical pour le BAFTA, Tacsi qui récompense sur la BBC les arts du spectacle, dans lequel il a produit des collaborations avec plus de 200 des meilleurs musiciens de écossais aussi divers que le maestro du jazz Smith Tommy, la sonneuse Martyn Bennett et l'Ensemble BT. C'est avec cette vaste expérience qu'il a lancé le label indépendant Vertical Records en 2000, qui a publié de nombreux albums.
En janvier 2004, il compose "Harvest", une commission pour la soirée d'ouverture du Celtic Connections festival, impliquant 100 musiciens de toutes les régions celtiques d'Europe. Ont également participé certains des meilleurs jeunes musiciens traditionnels de toute l'Écosse, de 13 à 18 ans. "Harvest" a également été joué au festival Celtic Connections 2006.
En 2006, il a été nommé directeur artistique du Celtic Connections 2007. Il a remporté l'award du compositeur écossais de musique traditionnelle de l'année en décembre 2006.
Il est marié à Karen Matheson, membre de Capercaillie. Ils ont un fils appelé Hector.

## Discographie
voir Capercaillie

### Participations
- 1994 : Dan Ar Braz - Héritage des Celtes (Columbia)
- 1995 : L'Héritage des Celtes, En Concert (Columbia)
- 1997 : L'Héritage des Celtes, Finisterres (Columbia)
- 1998 : L'Héritage des Celtes, Zénith (CD/DVD) (Saint George, Sony Music)
- 1999 : L’Héritage des Celtes, Bretagnes à Bercy (Saint George, Sony Music)
- 2009 : Ella Edmondson - Hold Your Horses
- 2010 : Kris Drever - Mark the Hard Earth
- 2014 : Dan Ar Braz - Célébration d'un héritage (Coop Breizh)
- 2014 : Bannan - (musique de la série télévisée)